# Balthasar Rath
Pour les articles homonymes, voir Rath.
Balthasar Rath (né le 6 juillet 1846 à Harff et mort le 2 mai 1899 à Grevenbroich) est avocat prussien et député du Reichstag.

## Biographie
Rath étudie aux lycées de Neuss et Münstereifel et les universités de Bonn, Berlin et Munich. Il travaille ensuite comme auscultateur, avocat stagiaire et assesseur au tribunal régional de Cologne, à partir de mai 1874, juge de paix à Wiehl et depuis le 1er octobre 1879 juge de district à Grevenbroich.
À partir de 1898, il est député du Reichstag pour la 12e circonscription de Düsseldorf (Neuss, Grevenbroich (de)) pour le Zentrum. En même temps, il est également membre de la Chambre des représentants de Prusse pour la même circonscription, les deux mandats prennent fin avec sa mort.